# Бернини (кратер)
Бернини (лат. Bernini) — ударный кратер на Меркурии, в южной полярной области планеты. Диаметр — около 172 км, координаты центра — 80°19′ ю. ш. 140°58′ з. д. / 80,32° ю. ш. 140,97° з. д.. Назван в честь итальянского скульптора Джованни Лоренцо Бернини. Это название было утверждено Международным астрономическим союзом в 1976 году.
Бернини относится к протобассейнам (англ. protobasins) — переходному типу между бассейнами (крупными ударными структурами, имеющими более 1 кольца) и сложными кратерами. У них есть и внутренний кольцевой хребет или уступ (подобно другим бассейнам), и центральная горка (подобно сложным кратерам). У Бернини диаметр основного кольца составляет около 172 км, максимальный диаметр внутреннего кольца (несколько вытянутого) — 66, а центральной горки — 9. Это самый большой протобассейн Меркурия.
Склоны Бернини широкие и покрыты террасами. Дно кратера по большей части равнинное (вероятно, его поверхность образована застывшим расплавом). На севере и западе его покрывают выбросы соседних более молодых кратеров. Это кратер Ван Гог, граничащий с ним на севере, и безымянный 50-километровый кратер, наложенный на северо-западную часть вала Бернини. В окрестностях Бернини и в нём самом встречаются вторичные кратеры лежащего западнее кратера Иктин. Кое-где они образуют цепочки. На южной части вала более старого, чем Бернини, кратера Сервантес, соседствующего с ним на северо-востоке, видна цепочка вторичных кратеров, вероятно, самого Бернини.